# Jean-Guy Parent
Pour les articles homonymes, voir Parent.
Jean-Guy Parent, né le 10 août 1946 à Montréal, est un homme politique québécois.

## Biographie

### Études
Il a étudié au Collège des Eudistes de Rosemont, puis au Collège militaire de Saint-Jean. Par la suite, il a poursuivi des études en marketing et un baccalauréat en administration à l'Université du Québec à Montréal.

### Vie professionnelle
Il a travaillé successivement, à compter de 1967, dans les entreprises P. L. Robertson, Visbec Ltée et ConSer inc.
Il a aussi agi à titre de président fondateur de la Chambre de commerce de la Rive-Sud.
Depuis plus de 30 ans, Jean-Guy Parent est associé et courtier immobilier chez Intercom Services Immobilié à Boucherville.

### Vie politique
Jean-Guy Parent a été maire de Boucherville de 1978 à 1985. Il a été président du conseil des maires de la Rive-Sud de 1981 à 1985 et préfet adjoint de la municipalité régionale de comté de Lajemmerais en 1982.
Il est nommé ministre du Commerce extérieur dans le cabinet de Pierre Marc Johnson, poste qu'il occupe du 16 octobre au 12 décembre 1985. Lors des élections générales du 2 décembre 1985, il est élu député du Parti québécois dans la circonscription de Bertrand, défaisant le chef du Parti libéral Robert Bourassa, nouveau premier ministre, qui doit alors chercher à se faire élire dans une autre circonscription avant de siéger à l'Assemblée nationale. Il ne s'est pas représenté aux élections de 1989.

### Vie après la politique
Il est associé principal chez Intercom Services Immobiliers depuis janvier 1990. Il agit également à titre d'administrateur de Noveko International. Il est également membre de plusieurs conseils d'administration.